# Vanessa atalanta
Vanessa atalanta là một loài bướm ngày, tìm thấy ở vùng ôn hòa thuộc châu Âu, châu Á và Bắc Mỹ. Loài này có sải cánh 45–50 mm. Loài này sinh sống ở khu vực ấm hơn nhưng di cư vào mùa xuân và đôi khi mùa thu lên phía bắc.
Những con sâu bướm ăn cây tầm ma, và con trưởng thành uống từ thực vật có hoa như tử đinh hương và hoa quả chín nẫu.

## Vòng đời

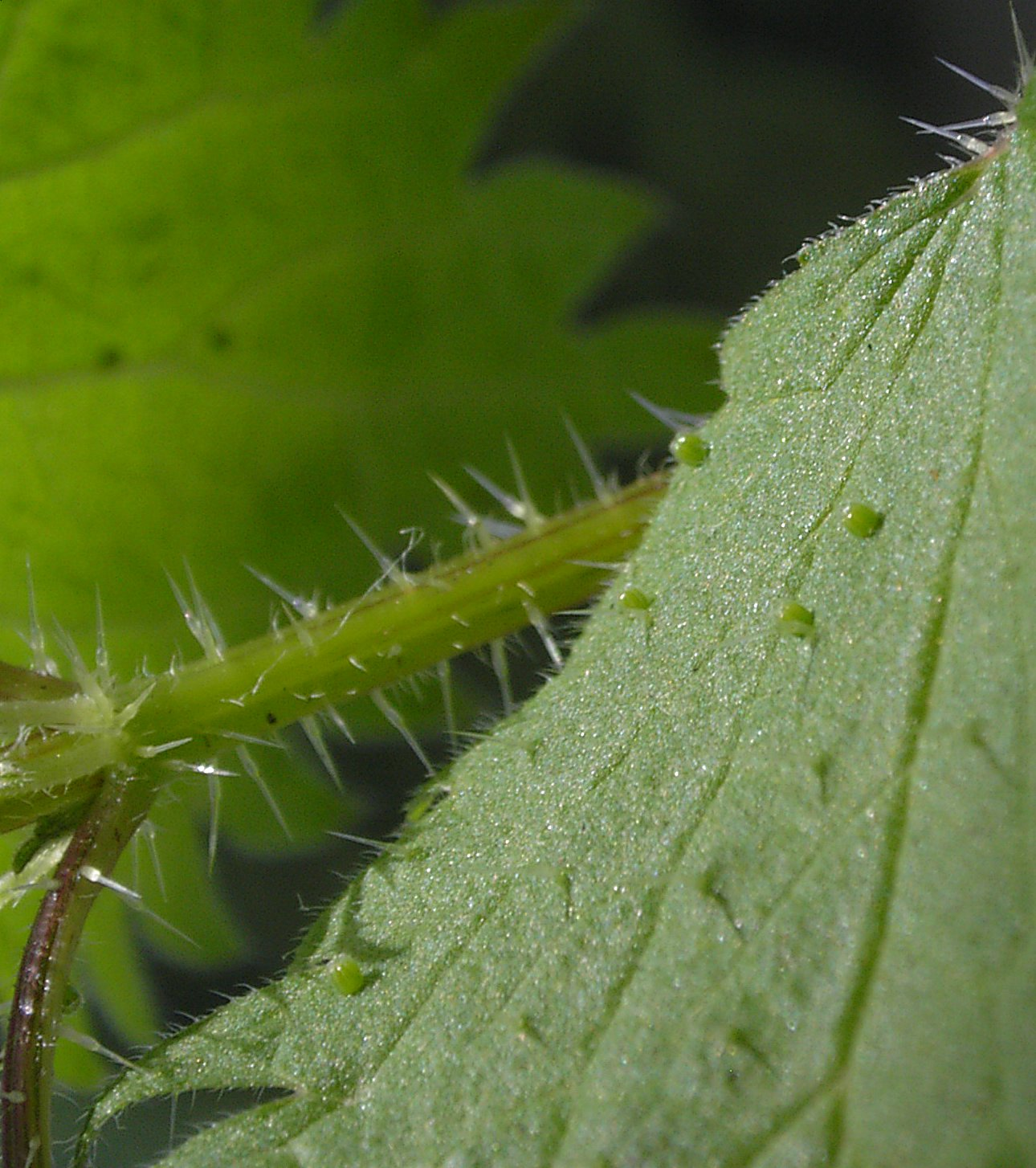
Trứng
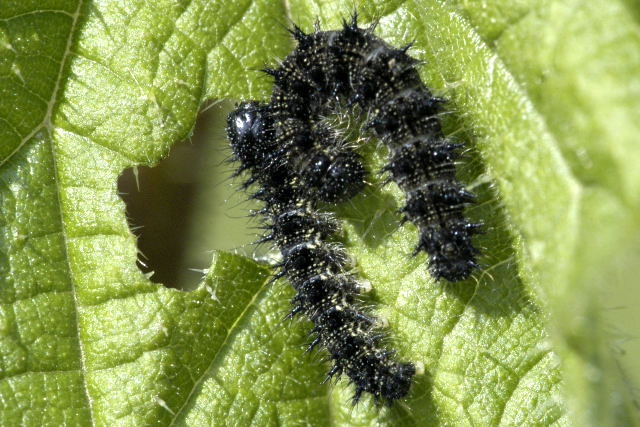
Early instar
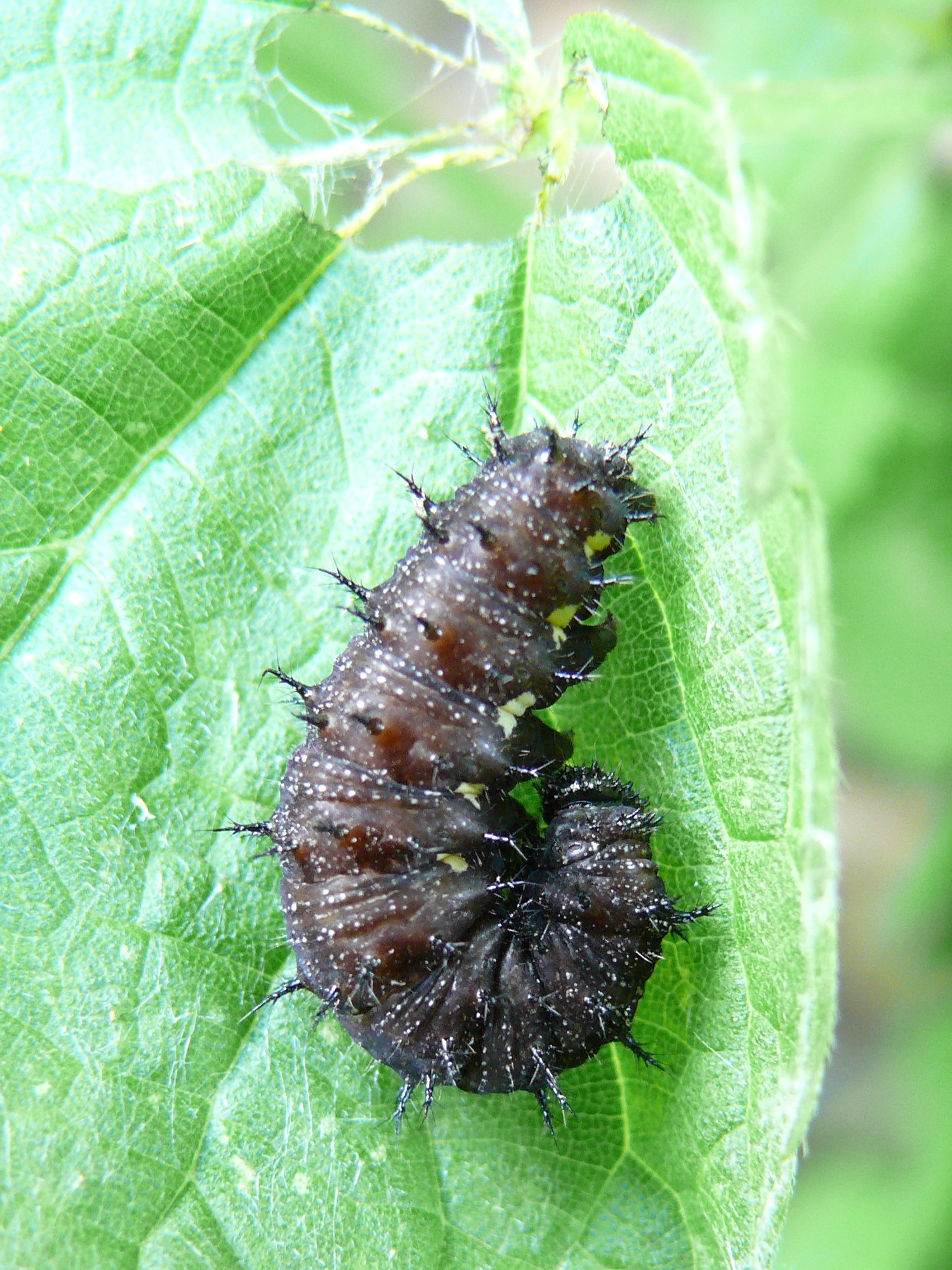
Late instar
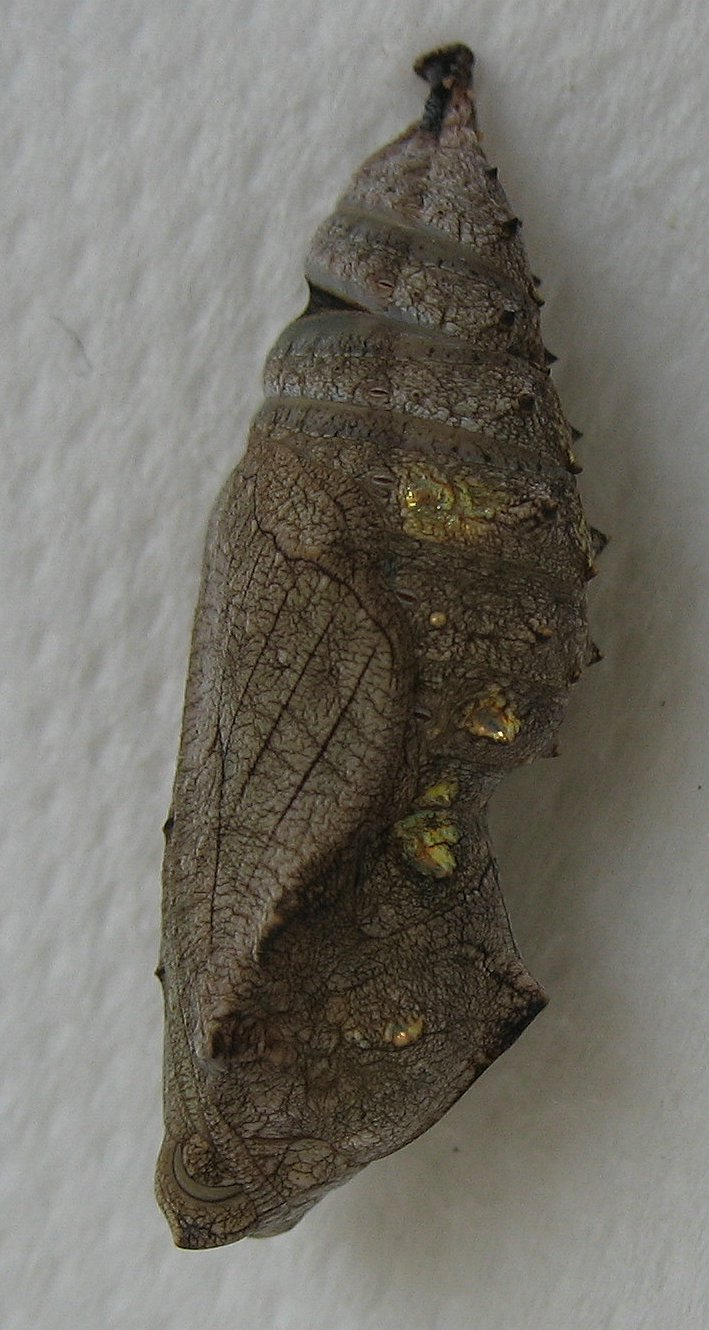
Kén

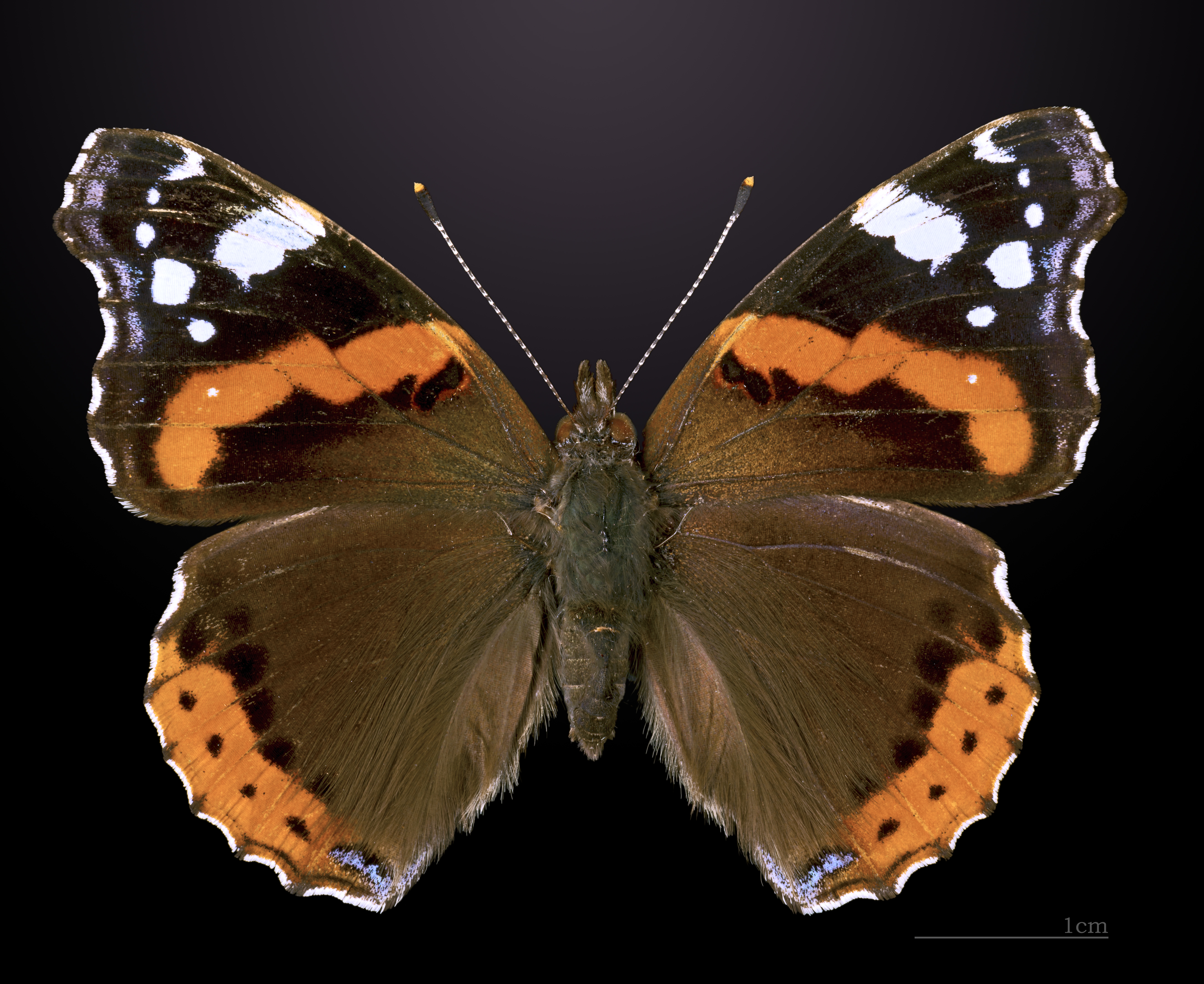
Vanessa atalanta
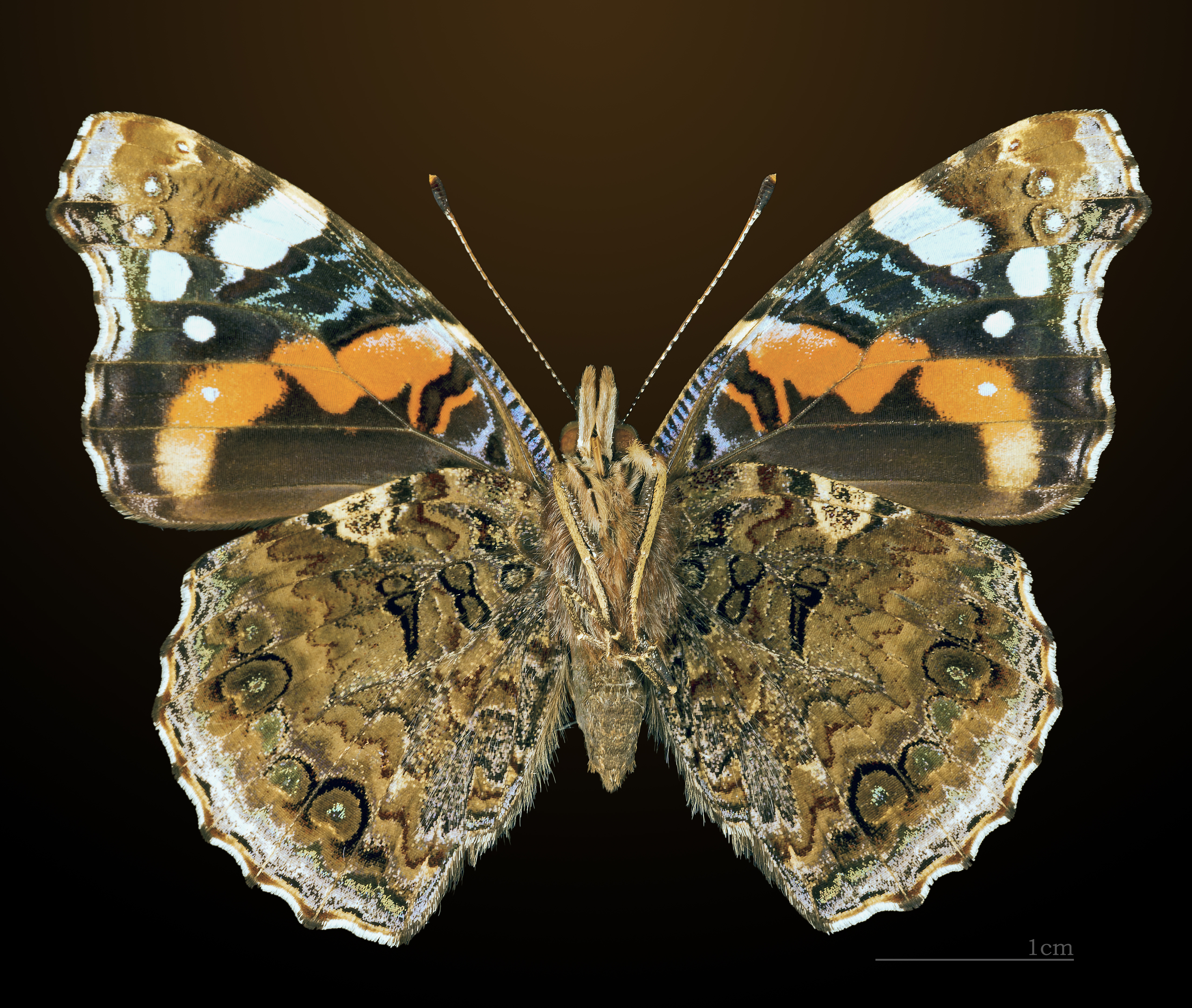
Vanessa atalanta △

## Cước chú
1. 1 2  Vanessa, funet.fi
2. ↑  Shalaway, Scott. Butterflies in the Backyard. ISBN 0-8117-2695-9 2004, Stackpole Books, Mechanicsburg, Pennsylvania. p.38